# 博多兰民族民主阵线

博多兰民族民主阵线旗帜

博多兰民族民主阵线（National Democratic Front of Bodoland）是印度阿萨姆邦的一个分离主义组织，致力于建立一个独立的博多兰国。

## 历史
该组织创建于1986年10月，原称博多安全力量。现任领导人情况不明。
该组织曾数次发动袭击事件。
2005年，该组织一度与政府达成停火协议。
2020年该组织在与印度政府达成最终协议后宣告解散。